# النسمة الرياضية السطاتية
النَّسْمَةُ الرِّياضِيَّةُ السَّطَّاتِيَّة، أو نسمةُ سطات، نادٍ مغربيٌّ لكرةِ القدمِ أُسِّسَ في عامِ 2011 مـ ومقرُّه مدينةُ سطات.